# Ellwangen (Jagst)
Ellwangen (Jagst) est une ville d'Allemagne, située dans le Land de Bade-Wurtemberg. Elle est située sur les rives de la Jagst.

## Histoire
La ville s'est développée autour de l’abbaye d'Ellwangen, fondée en 764 par Saint Hérulphe dans ce qui était autrefois la Souabe. Les fondateurs d'Ellwagen sont un évêque de Langres, Erlolf, et son frère Hariolf, devenu également évêque de Langres après son frère.

## Démographie
Ellwangen est peuplée d'environ 25 000 habitants.

## Jumelages
- Langres (France)

La ville d'Ellwangen et la ville de Langres sont jumelées depuis 1964. Les deux villes ont fêté leur 50e anniversaire du jumelage en mai 2014.
Le jumelage entre les deux villes a toujours été suivi de près, permettant un croisement des regards des plus intéressants, notamment à l'heure d'une Europe toujours plus grandissante. Par exemple, a débuté en 2006 un échange entre agents administratifs des deux mairies respectives pour comparer leurs fonctionnements, mais aussi pour monter des projets communs (à commencer par l'étude de la langue et de la culture de chacun).